# Lacertinella australis
Lacertinella australis is een halfvleugelig insect uit de familie Delphacidae. De wetenschappelijke naam van deze soort werd voor het eerst geldig gepubliceerd in 2011 door Rossi Batiz en Remes Lenicov als Lacertina australis.